# Biophytum sensitivum
Biophytum sensitivum är en harsyreväxtart som först beskrevs av Carl von Linné, och fick sitt nu gällande namn av Dc.. Biophytum sensitivum ingår i släktet Biophytum och familjen harsyreväxter. Utöver nominatformen finns också underarten B. s. candolleanum.